# Muren (Valhalla)
 For alternative betydninger, se Muren. (Se også artikler, som begynder med Muren)
Muren er det fjortende tegneseriealbum af Peter Madsen i serien om Valhalla og blev udgivet i 2007. Historien er en genfortælling af myten om Frejs frieri til jætten Gerd, kaldet Frejs elskov, fra Skirnismál i den Ældre Edda om opførelsen af Muren omkring Asgård samt hvordan Loke fik Sleipner med Svadilfare fra Völuspá hin skamma.